# Repent
Repent ist eine bayerische Thrash-Metal-Band aus Lauf an der Pegnitz, die im Jahr 1992 gegründet wurde.

## Geschichte
Die Band wurde gegen Ende des Jahres 1992 von Schlagzeuger Michael Müller und Gitarrist Philip Rath gegründet. Anfangs spielte die Band nur Coverversionen. Die ersten beiden Demos folgten in den Jahren 1997 und 1998. Beide Demos wurden in der Fachpresse sehr gut aufgenommen.
Im Herbst 2000 nahm die Band ihr Debütalbum Escape from Reality auf. Daraufhin folgten Konzerte in ganz Deutschland mit  Bands wie Slough Feg, Extreme Noise Terror, Disbelief, Twisted Tower Dire, Soul Demise, Kaamos und Legacy of Hate.
Das zweite Album Disciple of Decline wurde im November 2004 über Autopsy Stench Records veröffentlicht.
Im Dezember 2005 spielte die Band zwei Konzerte, danach verließen Sänger Serkan Sanli, Gitarrist Andreas Naucke Andi, Schlagzeuger Michael Müller, sowie im Dezember 2009 Bassist Stefan Kuhr die Band. In den nächsten vier Jahren suchte die Band nach einer stabilen Besetzung.
Im Jahr 2010 veröffentlichte die Band mit der neuen Besetzung ein Demo.

## Stil
Die Band spielt klassischen Thrash Metal, der dem aus der San Francisco Bay Area entspricht. In ihrer englischsprachigen Biographie gibt sie als Einflüsse Slayer, Metallicas Frühwerke, Exodus, Forbidden, Sacred Reich, Heathen und Nuclear Assault an, in der deutschsprachigen Slayer, Exodus, Forbidden, Sacred Reich und Overkill. Reini von Stormbringer vergleicht die Musik mit der von Vio-lence, Atrophy, Testament zu The-Legacy-Zeiten und Forbidden.

## Diskografie
- 1997: On Your Knees (Demo, Eigenveröffentlichung)
- 1998: Black Path (Demo, Eigenveröffentlichung)
- 2000: Escape from Reality (Album, Scarecrow Records)
- 2001: Deadly Thrash Attack (Demo, Eigenveröffentlichung)
- 2003: Promo 2003 (Demo, Eigenveröffentlichung)
- 2004: Disciple of Decline (Album, Autopsy Stench Records)
- 2010: Promo 2009 (Demo, Eigenveröffentlichung)